# Histoire de la triangulation en France
Les premiers travaux de triangulation à grande échelle sont engagés en France au XVIIe siècle. À l'époque, faute de carte correcte sur le plan géométrique, les distances entre les différentes villes du royaume ne sont que très approximatives ; elles s'évaluent plutôt par une notion de temps : le nombre de jours de chevauchée.
Les travaux de triangulation ont alors en France deux visées complémentaires qui sont menées en parallèle : la mesure de la Terre et la cartographie.
- Tout d'abord les astronomes-géodésiens déterminent le diamètre de la Terre supposée sphérique en mesurant un degré de méridien, comme l'a fait Snellius, avec sa méridienne, aux Pays-Bas, au début du XVIIe siècle ; puis ils s'attachent, sur le terrain, à trancher une question qui agite les académies des sciences d'Europe : la Terre est-elle allongée ou aplatie aux pôles ?

- En parallèle, les réseaux de triangulation se densifient afin de couvrir le royaume dans son ensemble, jusqu'à ses confins. Une fois que l'on dispose d'un tel maillage, il devient possible d'y appuyer une carte « géométriquement correcte ».

Chronologiquement, les premières triangulations suivent le méridien de référence en France, le méridien de Paris. Les chaînes de triangles ainsi formées portent le nom de méridiennes. Les techniques évoluant, plusieurs générations de méridiennes verront le jour.

## Quelques dates
La carte de Cassini ou carte de l'Académie est la première carte topographique et géométrique établie à l'échelle du royaume de France dans son ensemble. Il serait plus approprié de parler de carte des Cassini, car elle a été dressée par la famille Cassini, principalement César-François Cassini (Cassini III) et son fils Jean-Dominique Cassini (Cassini IV) au XVIIIe siècle. Cette carte constitue pour l'époque une véritable innovation et une avancée technique décisive. Elle est la première carte à s'appuyer sur une triangulation géodésique dont l'établissement a pris plus de soixante ans. Les quatre générations de Cassini se sont succédé pour réaliser ce travail.
- Méridienne de Picard (1669-1671). La méthodologie de Jean Picard est décrite dans le Traité du nivellement.
- En 1678 paraît la carte des environs de Paris, levée par l'ingénieur David Vivier, en utilisant la triangulation de Jean Picard.
- En 1679, Picard et La Hire vont en Bretagne, et l'année suivante en Guyenne, pour déterminer, par des observations astronomiques, les coordonnées géographiques des côtes du royaume.
- En 1682, Philippe de La Hire publie sa carte des contours de la France : Carte de France corrigée par ordre du Roi sur les observations de Mrs de l'Académie des sciences. La France se trouve amincie, ce qui fait dire à Louis XIV que « les messieurs de l'Académie lui ont fait perdre plus de territoire que tous ses ennemis ».
- Méridienne de Cassini (1683-1718) par Jean-Dominique Cassini et son fils Jacques.
- Triangulation de Cassini (1733-1770).
- Méridienne de France (1739-1740).
- Triangulation des Ingénieurs géographes (1792-1884) appuyée sur la méridienne de Delambre et Méchain.
- Nouvelle méridienne de France (1870-1896).
- Mesure d'un arc de parallèle à la latitude de 52° (1861-1896).

## Histoire
C'est la France qui, au milieu du XVIIe siècle, prend l'initiative dans le problème de la détermination précise de la grandeur du globe terrestre. Depuis les travaux de Picard, elle continue pendant près de deux cents ans les travaux relatifs à la recherche de la figure de la Terre, regardée comme sphéroïde. Les mesures exécutées par Bouguer et La Condamine au Pérou, par Maupertuis, Clairault et Celsius en Laponie, combinée avec celles de France, prouvent l'aplatissement de la Terre et constatent le résultat déduit par Newton de la théorie de la gravitation.
À partir de cette époque, toutes les nations éclairées s'empressent de suivre l'exemple brillant donné par la France, en contribuant à la détermination des dimensions et de la figure du sphéroïde terrestre. Plusieurs gouvernements font entreprendre des mesures d'arcs de méridien, mais dont la grandeur est souvent limitée par l'étendue du pays où elles sont accomplies. Le XIXe siècle donne à la science la grande méridienne de France, entre Dunkerque et Formentera, exécutée par Méchain, Delambre, Arago et M. Biot : œuvre qui dépasse en étendue et en précision d'exécution tous les travaux analogues antérieurs, avant l'application de la méthode des moindres carrés à la géodésie.
En 1857, Friedrich Georg Wilhelm von Struve se rend à Paris pour proposer la mesure d'un grand arc de parallèle à la latitude de 52°. Ce projet inspirera notamment Johann Jacob Baeyer, lors de l'élaboration de son projet de fondation de l'Association internationale de géodésie qui choisira en 1867 le mètre comme unité internationale de longueur, selon les travaux d'une commission présidée par Otto Wilhelm von Struve,,.

### 1669 Méridienne de Picard

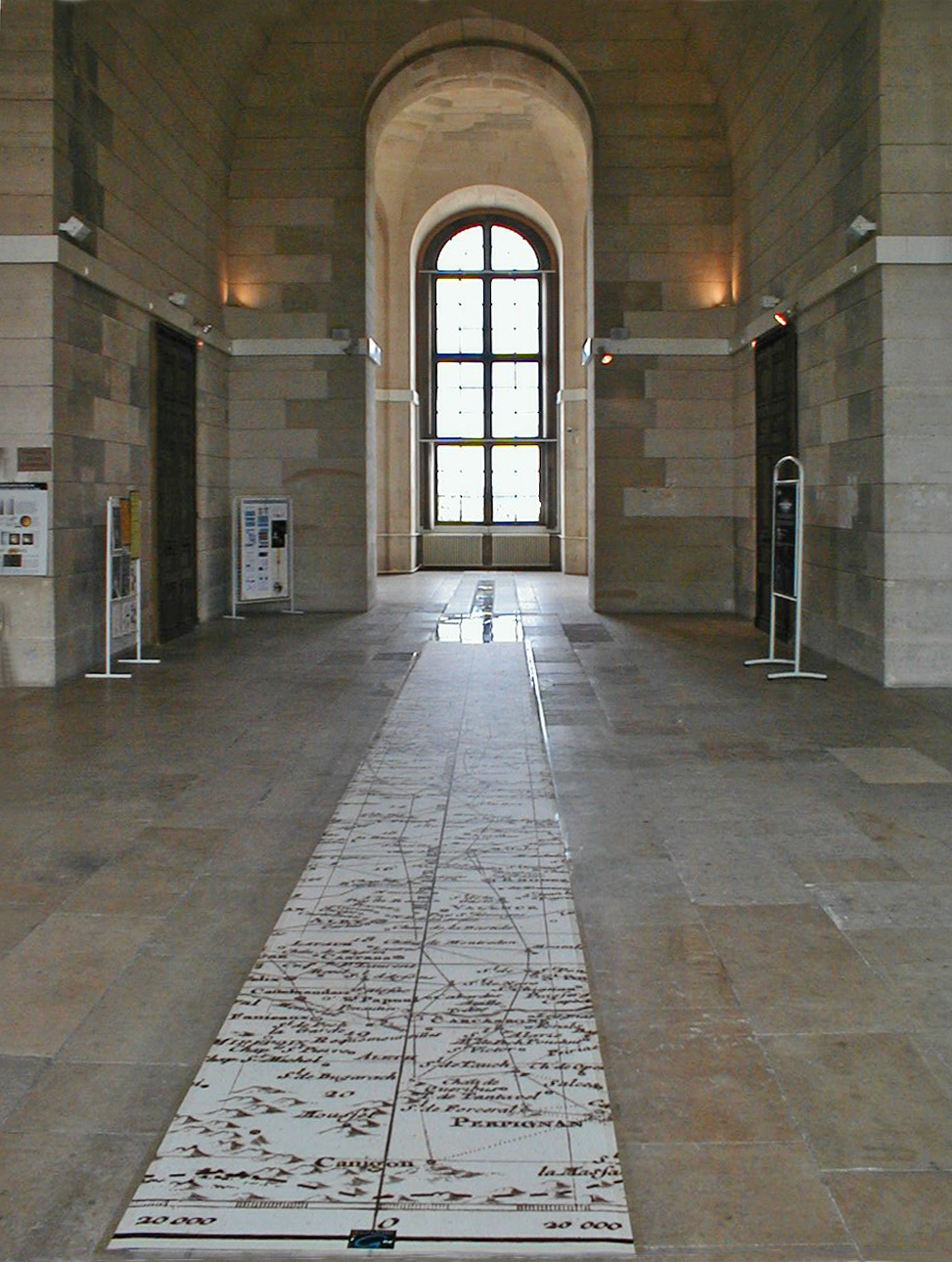
Salle Méridienne (dite salle Cassini), Observatoire de Paris.

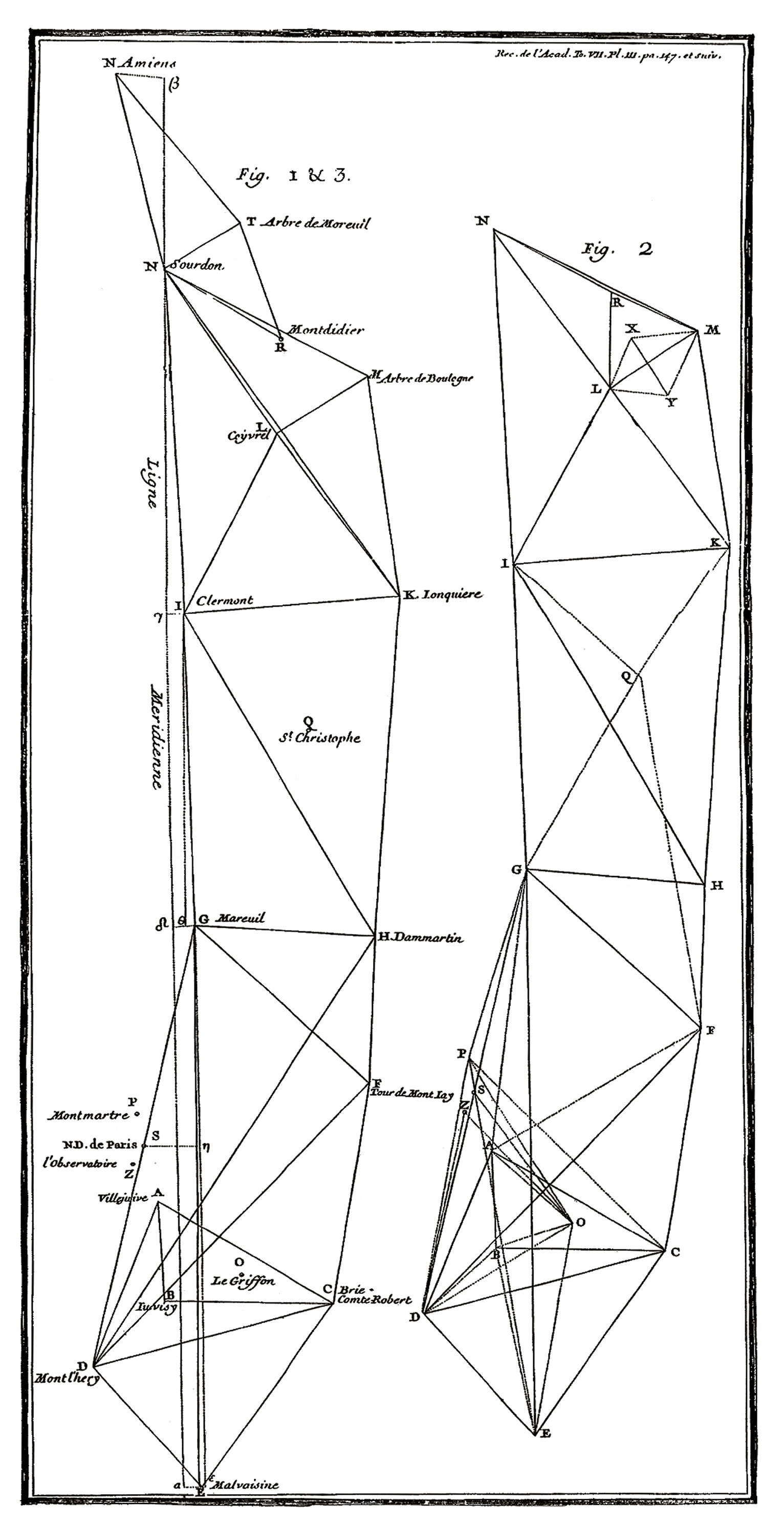
Méridienne de Picard.

Le méridien de Paris est défini le 21 juin 1667 par les mathématiciens de l'Académie. En ce jour de solstice d'été, ceux-ci tracent sur le sol le méridien puis les autres directions nécessaires à l’implantation exacte du futur Observatoire de Paris. En 1669, l'abbé Picard mesure une méridienne ou un arc de méridien, afin de mesurer la Terre et dans le but défini par Colbert de cartographier la France de façon géométrique. La région choisie se trouve près de Paris, entre Malvoisine et Sourdon-Amiens.
En effet, lors de la fondation de l'Académie des sciences sous le règne de Louis XIV, la révolution copernicienne est en marche. Les proportions du système solaire sont connues grâce aux lois de Kepler. Les astronomes français sous la direction de Jean-Dominique Cassini mettent à profit le passage de Mars à proximité de la Terre pour faire une première détermination de la distance de la Terre au Soleil en 1672. La parallaxe de la planète Mars est observée simultanément depuis Paris et Cayenne, où Jean Richer est envoyé.
Le rayon de la Terre alors considérée comme une sphère constitue la base de tous les calculs. Pour le déterminer Jean Picard mesure un arc de méridien dans la région de Paris et rapporte la distance mesurée à la différence des latitudes des deux extrémités de sa méridienne pour calculer la circonférence de la Terre et son diamètre. La Méridienne de France est née. Elle sera prolongée, puis mesurée à nouveau plusieurs fois au cours de l'histoire de la géodésie.
Jean Picard mesure sa méridienne en Toise de Paris, dont l'étalon fixé à l'extérieur du Grand Châtelet avait été récemment rénové. Craignant que ce nouvel étalon ne soit à son tour corrompu, Jean Picard tente de le dématérialiser. Il mesure à l'Observatoire de Paris la longueur d'un pendule battant la seconde soit 440,5 lignes de la Toise du Châtelet.
Toutefois, ces premières tentatives de dématérialisation d'un étalon de longueur s'avèrent vaines. En effet, Christian Huygens démontre en 1673 l'effet de la force centrifuge qui explique l'augmentation de la longueur du pendule avec la latitude. Dès 1692, il est confirmé que la longueur du pendule est proportionnelle à la pesanteur. De plus, Isaac Newton et Christian Huygens en déduisent que la Terre doit être aplatie aux pôles.

### 1683 - 1718 Méridienne de Cassini
Voir La méridienne de Paris pour l'approche géodésique.

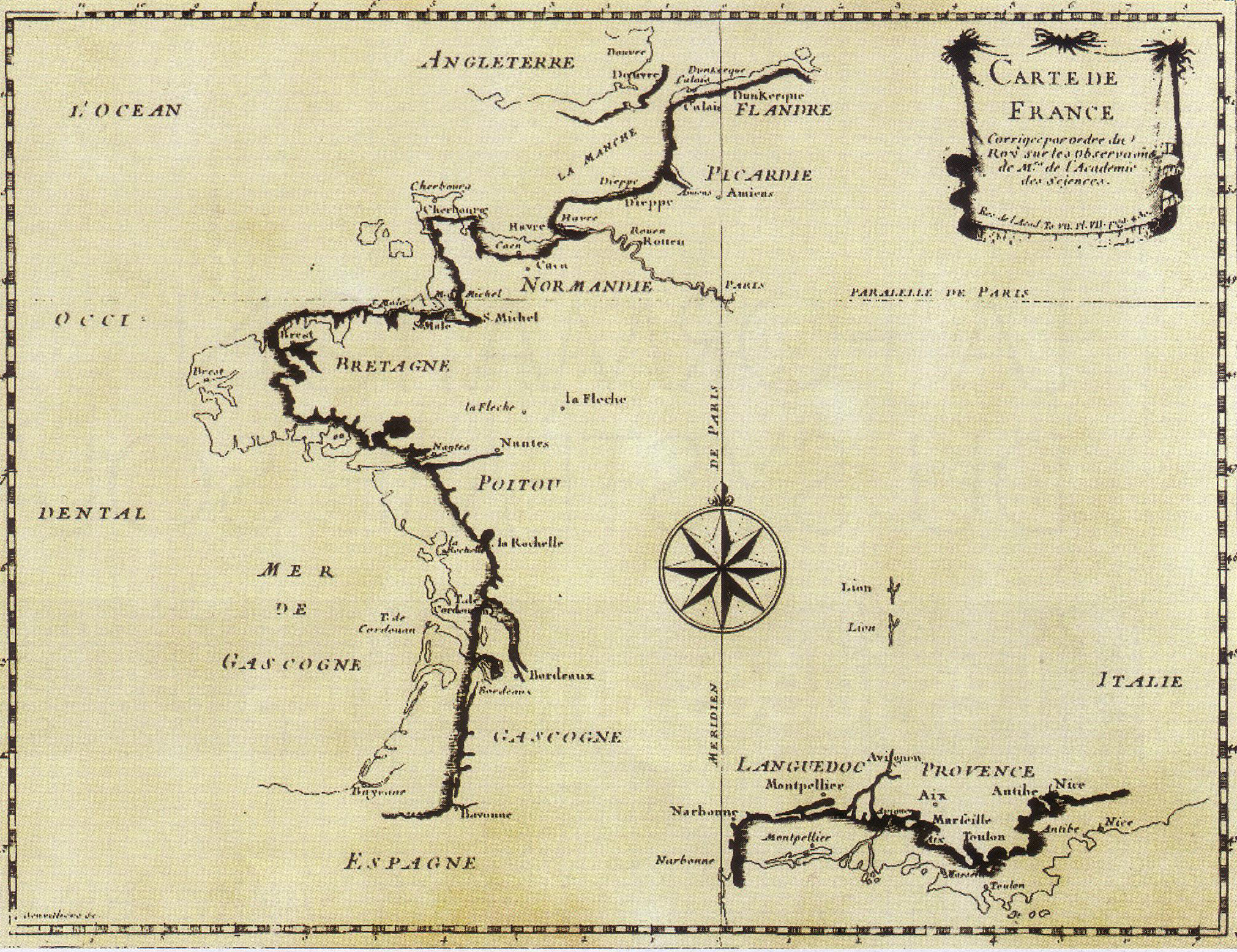
Carte de France corrigée, d'après les travaux de Picard, La Hire et Cassini Ier.

En 1683, Louis XIV ordonne aux mathématiciens de l'Académie des Sciences de continuer l'entreprise et de prolonger la méridienne vers le nord et le sud jusqu'aux frontières du royaume. Les travaux débutent la même année. Jean-Dominique Cassini (dit Cassini I), chargé des opérations, se dirige vers le Sud et de La Hire part vers le Nord. Après la mort de Colbert (septembre 1683), les travaux s'arrêtent, reprennent en 1700-1701, avec, pour aider son père la participation de Jacques Cassini (Cassini II). Ils s'arrêtent de nouveau pour n'être repris et terminés qu'en 1718 par Jacques Cassini, Maraldi et le fils de La Hire.
La fin du XVIIe siècle voit naître une controverse scientifique concernant la figure de la Terre opposant les cartésiens, tenant d'une Terre allongée aux pôles et les newtoniens, tenant d'un modèle ellipsoïdal de la Terre. Ces derniers affirment, conformément aux théories de Newton et Huygens, qu'en raison de la rotation de la Terre sur elle-même, celle-ci doit être un ellipsoïde aplati. La mesure du méridien de Paris dirigée par Jean-Dominique Cassini, puis Jacques Cassini montre au contraire que les degrés du méridien de Paris diminuent du sud au nord. Ce qui constitue un argument en faveur d'une Terre allongée aux pôles. À l'inverse, les observations de Saturne et Jupiter montrent l’aplatissement de ces planètes. De plus, la diminution de la longueur du pendule battant la seconde, observée par Jean Richer à Cayenne, est expliquée, selon Newton, par une diminution de la pesanteur, corrélée à un renflement de la Terre à l'équateur et provoquée par la rotation de la Terre sur elle-même.
L'Académie des sciences enverra deux missions pour mesurer des arcs de méridiens en Laponie et en Équateur pour trancher la question. Deux règles géodésiques seront construites pour ces expéditions, la Toise du Nord et la Toise du Pérou. Leur longueur est ajustée sur la Toise du Châtelet, fixée depuis 1668 à l'extérieur du Grand Châtelet.
En 1766, la règle géodésique employée pour l'expédition franco-espagnole en Équateur, la Toise du Pérou sera adoptée comme étalon de la toise sous le nom de Toise de l'Académie.

### 1739 Méridienne de France
Dans les années 1739-1740, César-François Cassini (dit Cassini III ou Cassini de Thury) et l'Abbé de la Caille rectifient le tracé. Ces travaux, complétés par des mesures en Laponie et en Équateur, permettent de confirmer l’aplatissement de la Terre aux pôles, contrairement aux mesures de Jean-Dominique Cassini (dit Cassini I) et de Jacques Cassini (dit Cassini II) mais conformément à la théorie de Newton.

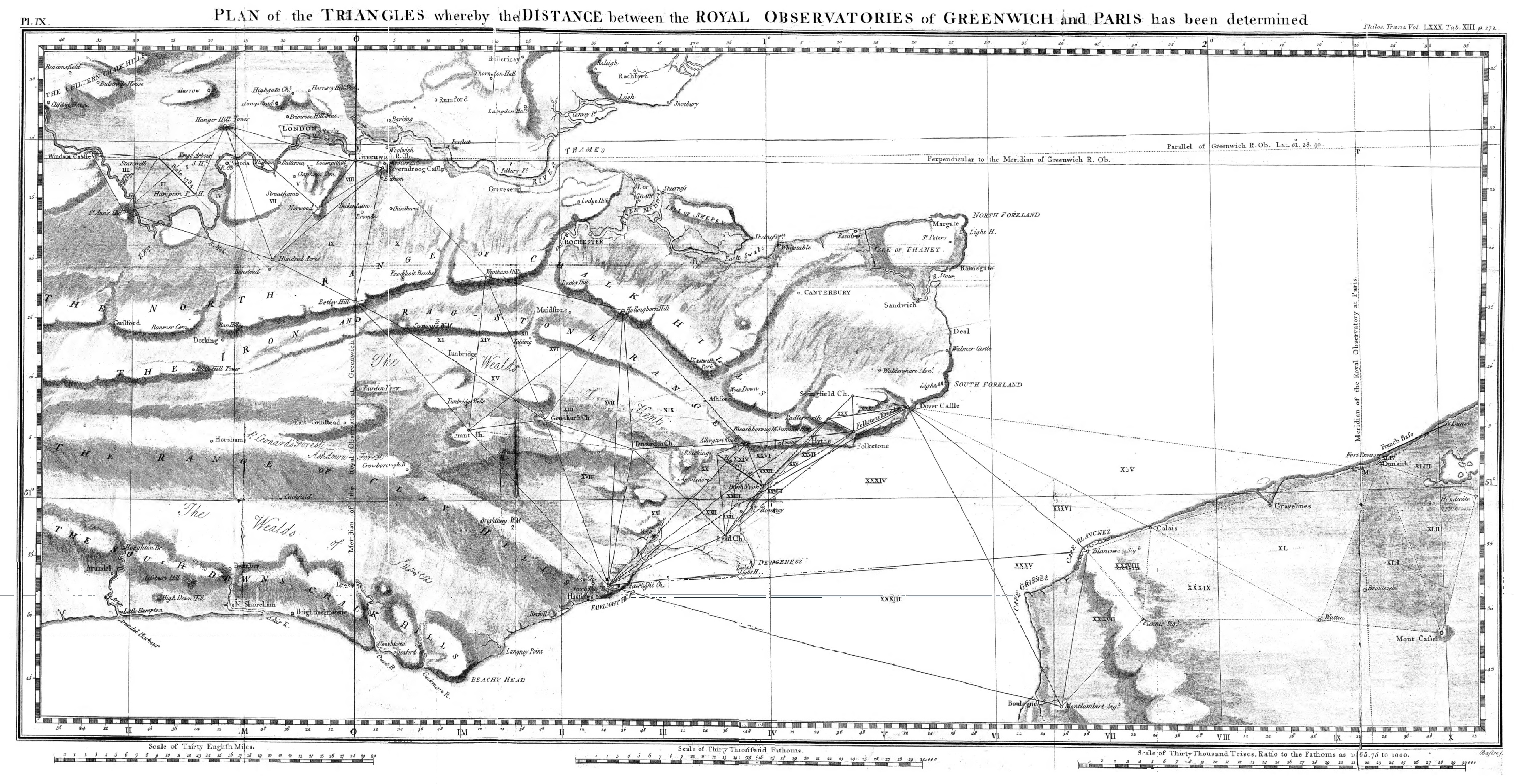
Connexion géodésique des observatoires de Greenwich et de Paris.

En 1783, l'achèvement de la triangulation, nécessaire à la réalisation de la Carte particulière et générale de la France, débutée en 1747 permet à César-François Cassini d'envisager d'étendre le réseau géodésique français en Angleterre. Cette année-là, l'Académie des sciences fait parvenir au roi George III un mémoire dans lequel César-François Cassini expose son projet de relier les observatoires de Paris et de Greenwich. La connexion à l'observatoire de Greenwich en 1787 et la triangulation de la Grande-Bretagne proposée par le général William Roy prolongent le réseau de triangulation franco-anglais jusqu'aux Iles Shetland. La triangulation principale de la Grande-Bretagne est conduite de 1791 à 1853 par le Board of Ordnance et dirigée par Isaac Dalby, William Mudge et Thomas Frederik Colby. Le rapport et la synthèse finale seront réalisés par Alexander Ross Clarke en 1858.
Du côté français, la jonction est conduite par Jean-Dominique Cassini (dit Cassini IV), Adrien-Marie Legendre, et Pierre François André Méchain. Le travail est effectué indépendamment par les deux nations avec leurs instruments respectifs. Les français utilisent le cercle répétiteur réalisé par Étienne Lenoir (1744-1832) et conçu par Jean-Charles de Borda. L'amélioration de la précision de l'instrument par comparaison à celle obtenue par le quart de cercle mobile conduira à reprendre la mesure de la Méridienne de France.

### 1792 Méridienne de Delambre et Méchain

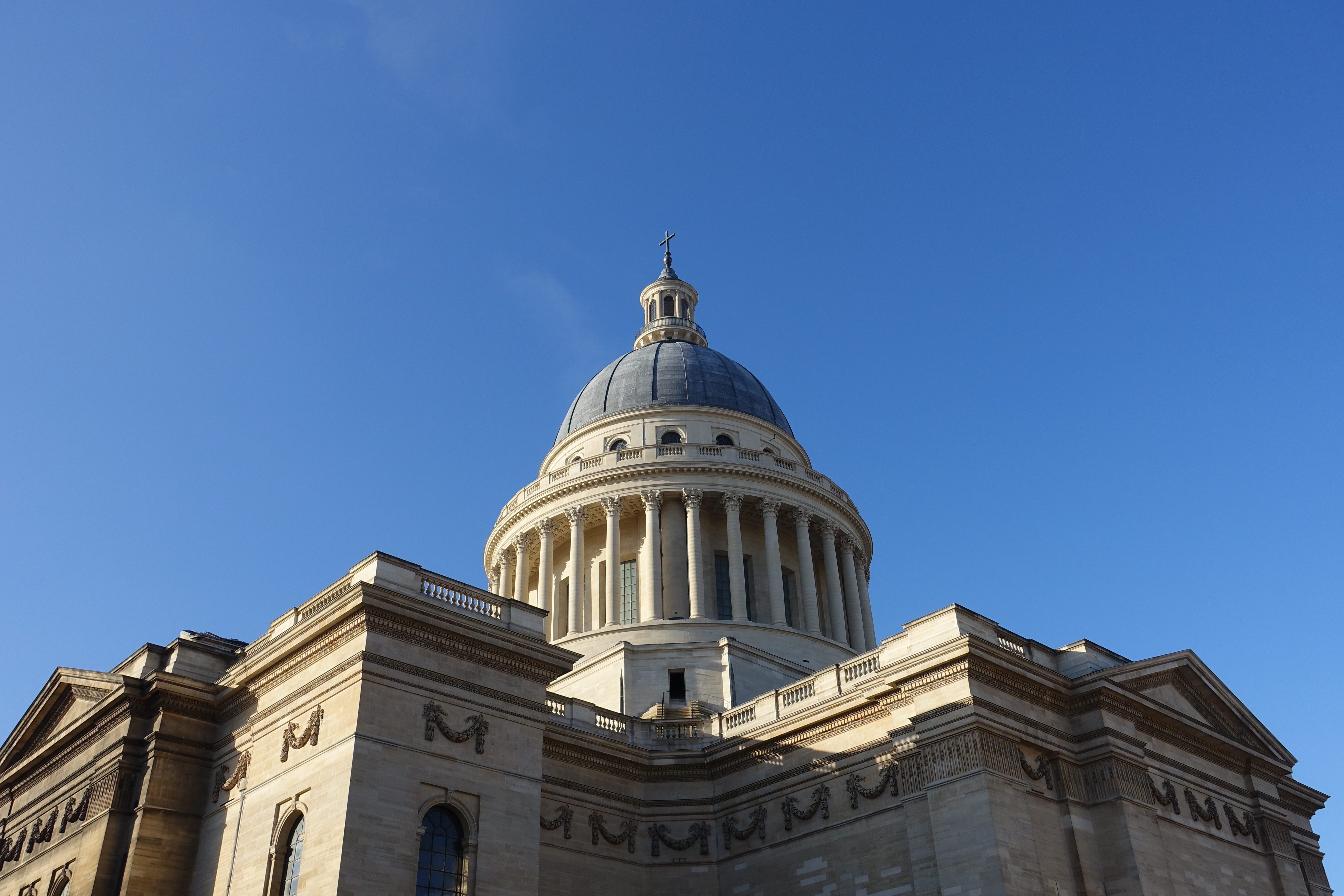
Panthéon de Paris, point fondamental de la méridienne de Delambre et Méchain.

Au XVIIIe siècle, deux méthodes coexistent pour déterminer la figure de la Terre : la mesure d'arcs de méridien au moyen de triangulations géodésiques et la détermination de la pesanteur par la mesure de la longueur du pendule battant la seconde. L'Académie des sciences combine ces deux méthodes et décide de reprendre la mesure d'un grand arc de méridien à la longitude de Paris. Outre le cercle répétiteur déjà utilisé lors de la connexion des Observatoires de Greenwich et Paris en 1787, Jean-Charles de Borda conçoit une règle géodésique calibrée sur la Toise du Pérou.
Le rapport de l'Académie des sciences du 19 mars 1791 — présenté par Nicolas de Condorcet — préconise, parmi les propositions de Jean-Charles de Borda, que l'unité de longueur, baptisée mètre, soit basée sur une distance correspondant à une partie de l'arc du méridien terrestre. Il suggère aussi que « l'on mesure, non pas tout un quart de méridien, mais l'arc de neuf degrés et demi entre Dunkerque et Montjuïc (Barcelone), qui se trouve exactement de part et d'autre du 45e parallèle et dont les extrémités sont au niveau de la mer. »
Durant la Révolution française la triangulation de Delambre et Méchain détermine le rapport entre la toise et le mètre. Ce dernier est défini comme la 10 000 000e partie du quart du méridien terrestre, mesuré en toises de Paris. La distance du pôle Nord à l'équateur terrestre est extrapolée à partir de l'arc de méridien compris entre Dunkerque et Barcelone, sur la base d'un aplatissement de 1/334 qui est obtenu en combinant les données du nouvel arc et de celui du Pérou. La mesure de la méridienne par Jean-Baptiste Joseph Delambre et Pierre Méchain aboutit aux définitions suivantes :
- Ellipsoïde de la Commission des Poids et Mesures ;
- Quart du méridien 10 000 000 m (par définition) ;
- Aplatissement, 1/334 ;
- 1 m = 443,296 lignes de la toise de l'Académie ;
- 1 toise = 1,949 036 6 m.

François Arago et Jean-Baptiste Biot publient en 1821 un quatrième volume complétant l'œuvre de Delambre et Méchain dans lequel ils déterminent la variation de la pesanteur et des degrés terrestres sur le prolongement du Méridien de Paris allant jusqu'aux îles Baléares au sud et aux îles Shetland au nord. Dans l'introduction de cet ouvrage, Arago projette le prolongement de la Méridienne de France jusqu'en Algérie par la triangulation géodésique de l'Espagne et de l'Algérie, puis par leur jonction par-dessus la Méditerranée.
En 1823-1825, François Arago et Henry Kater reprennent la connexion des observatoires de Greenwich et Paris.
On croit pouvoir attaquer la base du système métrique en signalant quelques erreurs qui paraissent s'être glissée dans les mesures des deux savants français. Méchain s'était même aperçu d'une inexactitude qu'il n'osa malheureusement pas avouer. En effet, l'imprécision des instruments de mesure et des méthodes de calcul est alors telle que dans l'intervalle de seulement quelques années des relevés plus fiables auraient donné des résultats différents. Cela n'invalide le mètre en aucune façon, mais illustre seulement que les progrès scientifiques permettront de meilleures déterminations de la figure de la Terre.

### 1870 Nouvelle méridienne de France
Entre 1853 et 1855, le Gouvernement espagnol fait réaliser à Paris par Jean Brunner, un fabricant d'instruments de précision d'origine suisse, une règle géodésique calibrée sur le mètre pour la carte d'Espagne. La traçabilité métrologique entre la toise et le mètre est assurée par la comparaison de la règle géodésique espagnole avec la règle numéro 1 de Borda qui sert de module de comparaison avec les autres étalons géodésiques. Des copies de la règle espagnole seront effectuées pour la France et l'Allemagne. Ces étalons géodésiques seront employés pour les opérations les plus importantes de la géodésie européenne. En effet, Louis Puissant avait déclaré le 2 mai 1836 devant l'Académie des sciences que Delambre et Méchain avaient commis une erreur dans la mesure de la méridienne de France. C'est pourquoi de 1861 à 1866, Antoine Yvon Villarceau vérifie les opérations géodésiques en huit points de la méridienne. Quelques-unes des erreurs dont étaient entachées les opérations de Delambre et Méchain sont alors corrigées. Entre 1870 et 1894, François Perrier, puis Jean-Antonin-Léon Bassot procèdent à la mesure de la nouvelle méridienne de France.

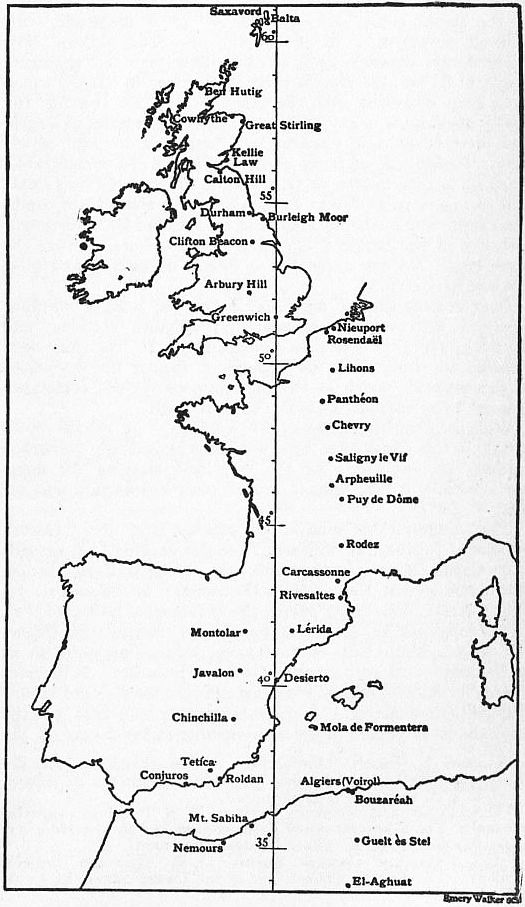
L'arc méridien d'Europe-Afrique de l'ouest s'étendant des îles Shetland, en passant par la Grande-Bretagne, la France et l'Espagne jusqu'à El Aghuat en Algérie, dont les paramètres ont été calculés à partir de triangulations réalisées au milieu et à la fin du XIXe siècle. Le méridien de Greenwich est représenté plutôt que la Méridienne de France.

La connexion des triangulations du Royaume-Uni et de la France est reprise une troisième fois en 1861-1862 à nouveau de manière indépendante par les Anglais (Alexander Ross Clarke) et les français (François Perrier et Beaux sous la direction du colonel Levret).
En 1865, les travaux de triangulation de l'Espagne sont bien avancés et le réseau géodésique espagnol est connecté avec la France à travers les Pyrénées. Par ailleurs, la triangulation des îles Baléares effectuée par Carlos Ibáñez e Ibáñez de Ibero en personne de 1865 à 1868 permettra de prolonger le méridien de Paris jusque dans la Méditerranée. La triangulation de l'Espagne prolonge le réseau continental jusqu'à Gibraltar laissant entrevoir la possibilité d'une jonction géodésique de l'Europe avec l'Afrique. Toutefois, la jonction géodésique de l'Europe et de l'Afrique ne se fera pas à Gibraltar, mais entre la Sierra Nevada en Espagne et l'Algérie française dans la région située entre Oran et la frontière du Maroc, comme cela avait été envisagé par Jean-Baptiste Biot et François Arago.
En 1866, lors de la conférence de l'Association Géodésique à Neuchâtel, Ibáñez annonce le concours de l'Espagne à la mesure de la nouvelle méridienne de France. En 1879, Ibáñez et François Perrier dirigent la jonction du réseau géodésique espagnol avec l'Algérie et permettent ainsi la mesure d'un arc de méridien qui s'étendra des Shetland aux confins du Sahara. Cette réalisation constitue une prouesse technique pour l'époque. Il s'agit d'observer des signaux lumineux se propageant à une distance allant jusqu'à 270 km par-dessus la Méditerranée. Les appareils nécessaires à la production des signaux lumineux électriques sont transportés dans des stations d'altitude situées sur les monts Mulhacén et Tetica en Espagne et Filhaoussen et M'Sabiha en Algérie.
La jonction géodésique de l'Europe avec l'Afrique couronne la collaboration scientifique franco-espagnole initiée lors de la mission du Pérou (Vice-Royaume du Pérou, actuel Équateur) de 1735 à 1744. Cette consécration illustre l'importance de la création d'une unité internationale standard de longueur et confirme les avantages du système décimal français. Elle survient peu après la ratification de la Convention du Mètre dont les dispositions commencent à être mises en œuvre.

François Perrier annoncera à l'Académie des sciences en juillet 1879 :
« Si l'on jette les yeux sur une carte d'Europe, et que l'on considère l'immense série des travaux géodésiques qui couvrent actuellement d'un bout à l'autre les îles Britanniques, la France, l'Espagne et l'Algérie, on comprendra aussitôt combien il importait de relier entre eux ces grands réseaux de triangles pour en faire un tout allant de la plus septentrionale des îles Shetland, par 61° de latitude, jusqu'au grand désert d'Afrique, par 34°. Il s'agit là, en effet, du tiers à peu près de la distance de l'équateur au pôle. La mesure de son amplitude géodésique et astronomique devait être une des plus belles contributions que la Géodésie pût offrir aux géomètres pour l'étude de la figure du globe terrestre. Biot et Arago, à leur retour d'Espagne, avaient entrevu cette possibilité dans un lointain avenir, si jamais disaient-ils, la civilisation s'établissait de nouveau sur les rives qu'Arago avait trouvé si inhospitalières. Ce rêve, bien hardi, s'est pourtant réalisé ; l'Algérie devenue française, a eu besoin d'une carte comme la France : la triangulation qui devait lui servir de base est terminée depuis des années ; nous venons de la rendre utile à la Science, en déterminant astronomiquement les points principaux. De son côté, l'Espagne terminait ses opérations géodésiques sur son territoire, en leur donnant une précision bien remarquable. Il ne restait donc plus qu'à franchir la Méditerranée par de grands triangles pour réunir d'un seul coup tous ces travaux. Les deux gouvernements d'Espagne et de France ont tenu à honneur d'entreprendre cette œuvre de concert; ils ont chargé de l'exécution les officiers espagnols de l'Institut géographique et les officiers d'état-major français qui sont attachés au Service géodésique du Ministère de la Guerre. Je viens dire à l'Académie, après le général Ibañez, qui lui a déjà annoncé en son nom et au mien le service commun, que la jonction des deux continents est enfin réalisée et lui donner les détails qui lui permettront d'apprécier l'œuvre entreprise par les deux pays. Désormais, la Science possède un arc méridien de 27°, le plus grand qui ait été mesuré sur la Terre et projeté astronomiquement sur le ciel. »
Le point fondamental de la Nouvelle Méridienne de France est le Panthéon. Toutefois, le réseau géodésique ne suit pas exactement le méridien. Il dérive parfois à l'Est et parfois à l'Ouest. Selon les calculs effectués au Bureau central de l'association géodésique, le méridien de Greenwich est plus proche de la moyenne des mesures que le méridien de Paris. L'arc de méridien, rebaptisé arc de méridien d'Europe-Afrique de l'ouest par Alexander Ross Clarke et Friedrich Robert Helmert donne une valeur pour le rayon équatorial de la Terre a = 6 377 935 mètres, l’ellipticité supposée étant de 1/299,15. Le rayon de courbure de cet arc n'est pas uniforme, étant en moyenne d'environ 600 mètres plus grand dans la partie nord que dans la partie sud.

### Arc de parallèle à la latitude de 52°

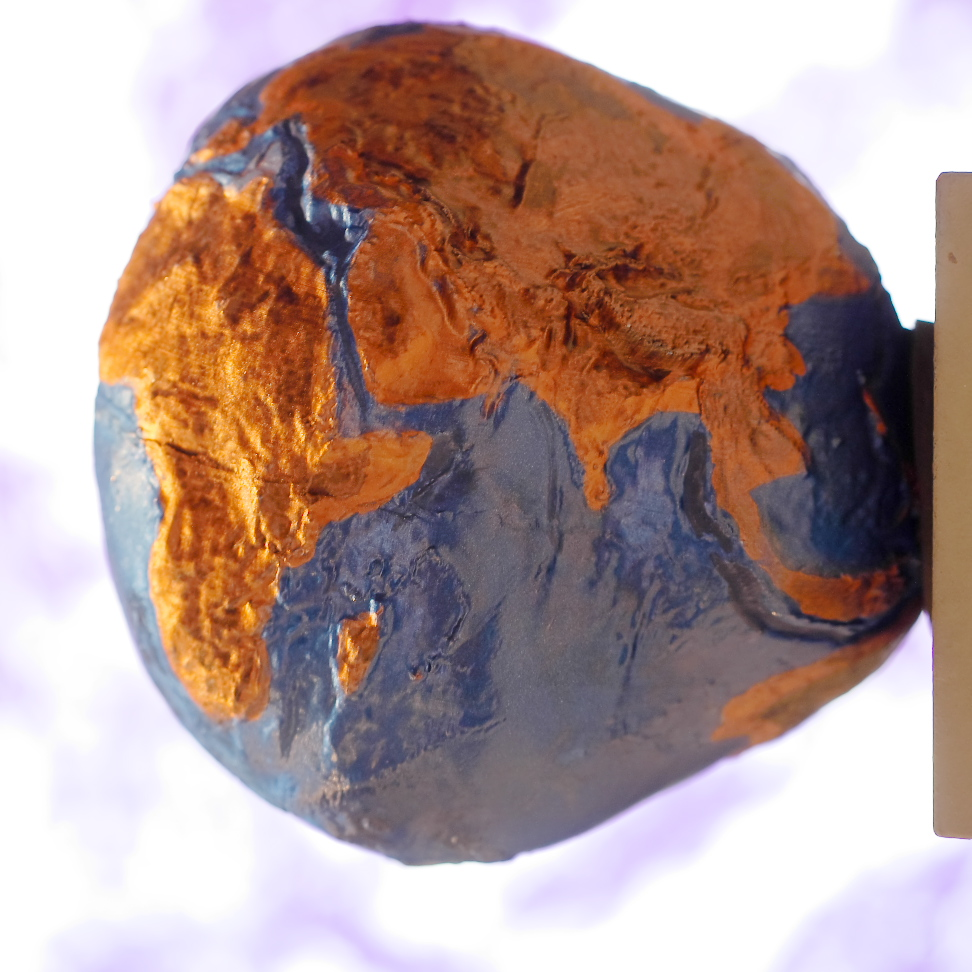
Maquette du « géoïde de Potsdam » (2017) où les fluctuations du rayon terrestre sont amplifiées 15 000 fois (crédit Deutsches GeoForschungsZentrum).

En 1835, l'invention du télégraphe va donner aux géodésiens le moyen de déterminer avec une précision inconnue jusqu'alors les longitudes astronomiques, et de les comparer aux longitudes calculées sur l'ellipsoïde. En d'autres termes, alors qu'ils étaient cantonnés, jusque-là, à la mesure d'arcs de méridien qu'ils combinaient entre-eux afin de déterminer la figure de la Terre considérée comme sphéroïde, les géodésiens peuvent grâce à l'emploi du télégraphe envisager la mesure d'arcs de parallèle,,,.
Les travaux géodésiques conduits en France s'associent à ceux menés en Europe centrale. En 1860, le gouvernement russe, à la demande d'Otto Wilhelm von Struve, reprenant la proposition de son père Friedrich Georg Wilhelm von Struve, invite les gouvernements de Belgique, de France, de Prusse et d'Angleterre à connecter leur triangulation dans le but de mesurer la longueur d'un arc de parallèle à la latitude de 52° afin de vérifier les dimensions et la figure de la Terre telles qu'elles ont été déduites des mesures d'arcs de méridien,,.
Il s'avère nécessaire de comparer les règles géodésiques utilisées dans chaque pays afin de combiner les mesures effectuées. Le gouvernement britannique invite la France, la Belgique, la Prusse, la Russie, l'Inde, l'Australie, l'Espagne, les États-Unis et la Colonie du Cap à envoyer leur règle géodésique au bureau de l'Ordnance Survey à Southampton. Les standards d'Espagne et des États-Unis sont basés sur le système métrique. Les règles de Russie, de Prusse et de Belgique sont calibrées sur la toise. Alexander Ross Clarke et Henry James publient leurs premiers résultats en 1867,.
La même année, la Russie, le Portugal et l'Espagne adhèrent à l'Association pour la mesure des degrés en Europe (qui deviendra l'Association internationale de Géodésie) dont la France deviendra membre en 1871. Lors de sa seconde conférence générale en 1867, l'association recommande l'adoption du mètre comme unité standard de longueur internationale. La pétition que l'association adresse aux différents états qui y sont représentés donnera lieu à la création en 1870 d'une Commission internationale du Mètre, puis à la Convention du Mètre en 1875. En 1875, le Congrès de l'Association pour la mesure des degrés en Europe réuni à Paris sous la présidence de Carlos Ibáñez e Ibáñez de Ibero décide la création d'une règle géodésique internationale pour la mesure des bases. Ainsi, le mètre, dont la définition historique est liée à la mesure de la longueur du méridien de Paris par Delambre et Méchain au XVIIIe siècle, est choisi par l'Association internationale de Géodésie comme unité internationale de longueur au XIXe siècle.

« Le génie des philosophes, en cela peu différent de celui des autres hommes, les porte à ne chercher d'abord ni uniformité ni loi dans les phénomenes qu'ils observent ; commencent-ils à y remarquer, ou même à y soupçonner quelque marche réguliere, ils imaginent aussi-tôt la plus parfaite & la plus simple ; bientôt une observation plus suivie les détrompe, & souvent même les ramene à leur premier avis avec assez de précipitation, & comme par une espece de dépit ; enfin une étude longue, assidue, dégagée de prévention & de système, les remet dans les limites du vrai, & leur apprend que pour l'ordinaire la loi des phénomenes n'est ni assez composée pour être apperçue tout-d'un-coup, ni aussi simple qu'on pourroit le penser ; que chaque effet venant presque toûjours du concours de plusieurs causes, la maniere d'agir de chacune est simple, mais que le résultat de leur action réunie est compliqué, quoique régulier, & que tout se réduit à décomposer ce résultat pour en démêler les différentes parties. Parmi une infinité d'exemples qu'on pourroit apporter de ce que nous avançons ici, les orbites des planetes en fournissent un bien frappant : a peine a-t-on soupçonné que les planetes se mouvoient circulairement, qu'on leur a fait décrire des cercles parfaits, & d'un mouvement uniforme, d'abord autour de la Terre, puis autour du Soleil, comme centres. L'observation ayant montré bien-tôt après que les planetes étoient tantôt plus, tantôt moins éloignées du Soleil, on a déplacé cet astre du centre des orbites, mais sans rien changer ni à la figure circulaire, ni à l'uniformité de mouvement qu'on avoit supposées ; on s'est apperçû ensuite que les orbites n'étoient ni circulaires ni décrites uniformément ; on en a fait des ovales, & on leur a donné la figure elliptique, la plus simple des ovales que nous connoissions ; enfin on a vû que cette figure ne répondoit pas encore à tout, que plusieurs des planetes, entr'autres Saturne, Jupiter, la Terre même & surtout la Lune, ne s'y assujettissoient pas exactement dans leurs cours. On a taché de trouver la loi de leurs inégalités, & c'est le grand objet qui occupe aujourd'hui les savans. Voyez Terre, Lune, Jupiter, Saturne, &c.
Il en a été à-peu-près de même de la figure de la Terre: à peine a-t-on reconnu qu'elle étoit courbe, qu'on l'a supposée sphérique ; enfin on a reconnu dans les derniers siecles, par les raisons que nous dirons dans un moment, qu'elle n'étoit pas parfaitement ronde ; on l'a supposée elliptique, parce qu'après la figure sphérique, c'étoit la plus simple qu'on pût lui donner. Aujourd'hui les observations & les recherches multipliées commencent à faire douter de cette figure, & quelques philosophes prétendent même que la Terre est absolument irréguliere. »

— Jean Le Rond d'Alembert, Figure de la Terre in ENCYCLOPÉDIE ou dictionnaire raisonné des sciences, des arts et des métiers.

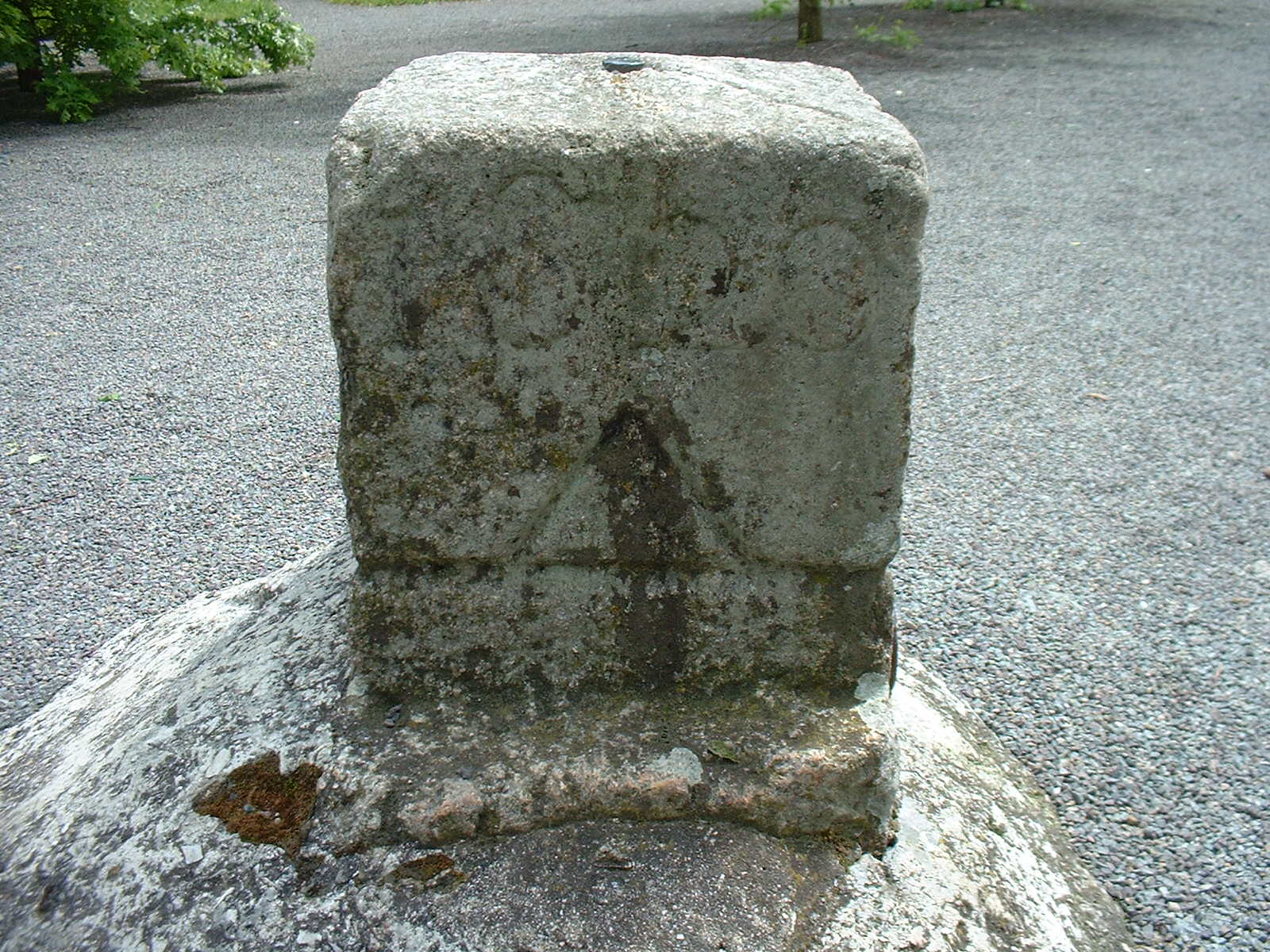
Une borne géodésique sur le territoire français (mont des Avaloirs)